# Placer County
Placer County er et amt beliggende i det historiske Gold Country i den amerikanske delstat Californien, på grænsen til nabostaten Nevada i øst. Hovedbyen i amtet er Auburn. I år 2010 havde amtet 348.432 indbyggere.

## Historie
Opdagelsen af guld i 1848 bragte titusinder af minearbejdere til området fra hele verden, foruden de mange tusinde som skulle levere varer og tjenesteydelser til minearbejderne. Kun tre år efter opdagelsen af guld, blev det hurtigt voksende amt den 25. april 1851 dannet af dele af Sutter og Yuba County, med Auburn som hovedby.

## Geografi
Ifølge United States Census Bureau er Placers totale areal er 3.890 km² hvoraf de 250 km² er vand. 

### Grænsende amter
- El Dorado County - syd
- Sacramento County - sydvest
- Sutter County - vest
- Yuba County - nordvest
- Nevada County - nord
- Washoe County, Nevada - øst
- Carson City, Nevada - øst
- Douglas County, Nevada - sydøst

### Byer i Placer
| - Auburn - Colfax - Lincoln - Rocklin - Roseville - Loomis |